# Équipe du Venezuela de Coupe Davis
L'équipe du Venezuela de Coupe Davis représente le Venezuela à la Coupe Davis. Elle est placée sous l'égide de la Fédération vénézuélienne de tennis.

## Historique
Créée en 1957, l'équipe du Venezuela de Coupe Davis atteint la finale du groupe de la zone Amériques en 1960 et 1963. Plus tard, elle a atteint les barrages pour la montée dans le groupe mondial à deux reprises : 1995 et 2002.

## Joueurs de l'équipe

### Joueurs actuels
- Ricardo Rodríguez
- Luis David Martínez
- Miguel Angel Este
- Roberto Maytin

### Joueurs emblématiques
- Isaías Pimentel, entre 1957 et 1966 : 8 victoires sur 16 matches en simple, 4 sur 8 en double
- Nicolás Pereira, entre 1987 et 1997 : 20 victoires sur 35 matches en simple, 12 sur 17 en double
- Maurice Ruah, entre 1989 et 2000 : 17 victoires sur 34 matches en simple, 8 sur 13 en double
- José de Armas, entre 1997 et 2010 : 19 victoires sur 36 matches en simple, 12 sur 24 en double